# Philippe Mpayimana

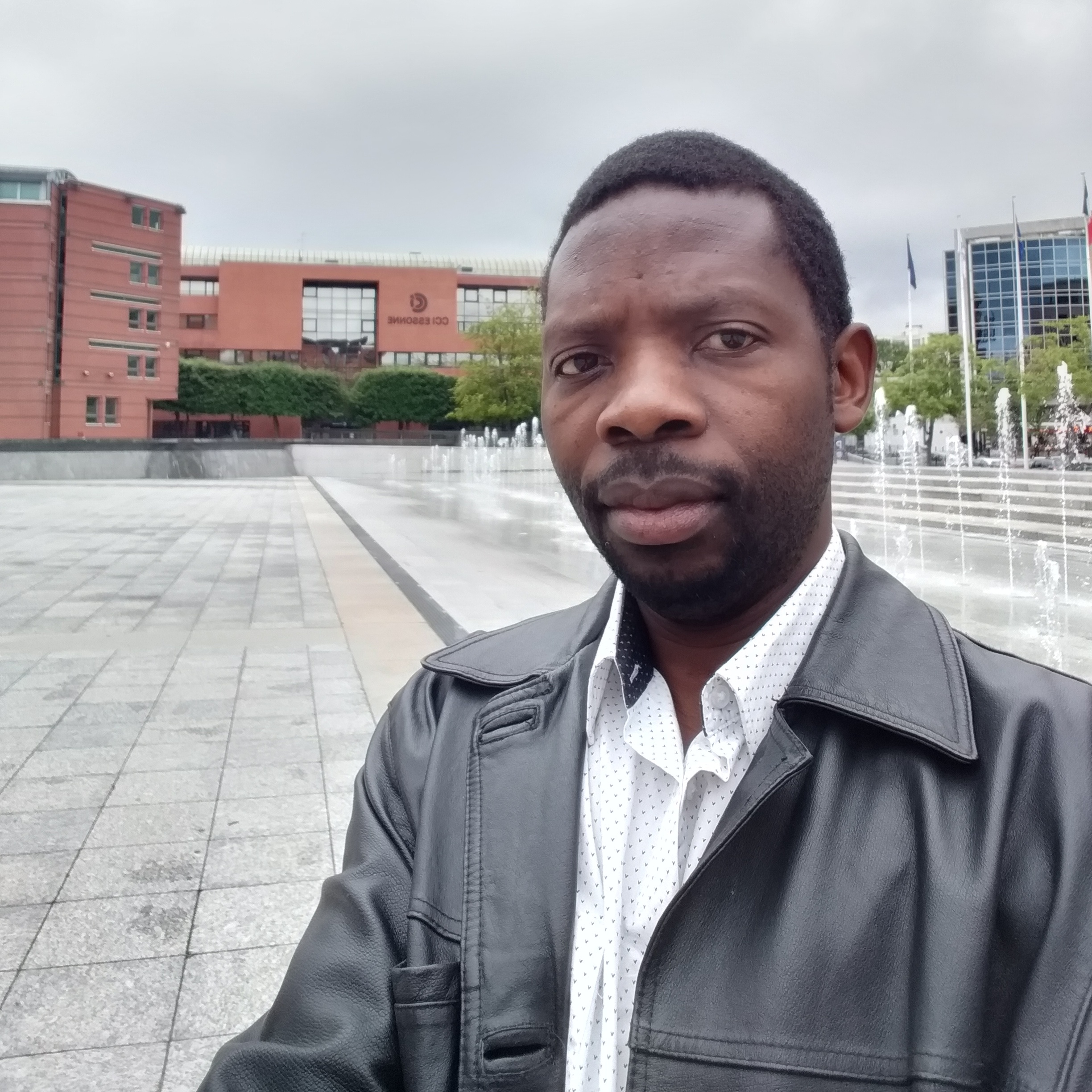
Philippe Mpayimana (2019)

Philippe Mpayimana (* 3. März 1970 in Busanze im Distrikt Nyaruguru) ist ein ruandischer Journalist, Linguist und Politiker. Er trat bei der Präsidentschaftswahl 2017 als Kandidat an und reichte auch für die Präsidentschaftswahl am 15. Juli 2024 eine Kandidatur ein.

## Frühes Leben
Mpayimana wurde am 3. März 1970 in Busanze im Süden Ruandas geboren. Ab 1990 arbeitete er als Journalist in verschiedenen Medienhäusern wie Rwanda Television (TVR) und lernte 1991 bei RTBF. 1994 floh er während des Völkermords an den Tutsi, bei dem innerhalb weniger Monate etwa eine Million Menschen ermordet wurden, ins Ausland, wo er vor allem in Frankreich und Belgien lebte. 2003 machte er einen Abschluss an der Universität Yaoundé I und 2013 an der Universität Cergy-Pontoise. Er veröffentlichte unter anderem 2004 ein Buch über seine Erfahrungen als Flüchtling. Ab 2013 arbeitete er an verschiedenen Schulen als Lehrer für Französisch, Geschichte und Geographie. Später kehrte Mpayimana aus Frankreich nach Ruanda zurück.

## Politische Karriere
Mpayimana trat bei der Präsidentschaftswahl 2017 als unabhängiger Kandidat an. Er erreichte mit knapp über 49.000 Stimmen einen Stimmanteil von 0,73 Prozent, wohingegen Amtsinhaber Paul Kagame 98,79 Prozent der Stimmen erhielt. Seit November 2021 arbeitete Mpayimana als „leitender Experte für bürgerschaftliches Engagement“ im Ministry of National Unity and Civic Engagement (MINUBUMWE).
Bei der Parlamentswahl 2018 kandidierte er für einen Sitz als unabhängiger Abgeordneter. Diese müssen für eine zulässige Kandidatur im Vorfeld eine Liste mit mindestens 600 Unterschriften einreichen. Um einen Sitz im Parlament zu erhalten, müssen sie zudem mindestens 5 Prozent der Wählerstimmen gewinnen. Mpayimana schaffte es nicht ins Parlament.
2024 reichte er für die Präsidentschaftswahl am 15. Juli erneut eine unabhängige Kandidatur ein. Als politische Ziele gab er unter anderem an, eine Steigerung der Nahrungsmittelproduktion und eine Förderung des Panafrikanismus in Ruanda anzustreben. Mpayimana erreichte 0,32 Prozent der Stimmen.

## Privates
Mpayimana identifiziert sich kulturell als Umuyenzi mit Wurzeln in Buyenzi im historischen Süden Ruandas. Die Unterteilung von Ruandern in Hutu und Tutsi lehnt er als „durch den Kolonialismus stigmatisierte, dichotomische ethnische Identifikationen, die zum Völkermord an den Tutsi führten“, ab.

## Werke
Seine veröffentlichten Werke umfassen:
- Réfugiés rwandais entre marteau et enclume: Récit du calvaire au Zaïre (1996-1997), 2004, ISBN 2747556999
- Rue de la Vie: Poèmes du Rwanda, 2006, ISBN 2296010172
- Rwanda, regard d'avenir: Only forward looking, 2015, ISBN 2343062781
- Rwanda 2017, indi ntambwe ya demokarasi n'iterambere, L'Harmattan, Paris, 2016, ISBN 2343095868
- Rwanda la paix durable, Amahoro iteka, Thebookedition, 2020, ISBN 9782957285006
- Réaliser les Etats Unis d'Afrique, Thebookedition, 2020, ISBN 9782957285020